# Melaleuca seriata
Melaleuca seriata är en myrtenväxtart som beskrevs av John Lindley. Melaleuca seriata ingår i släktet Melaleuca och familjen myrtenväxter. Inga underarter finns listade i Catalogue of Life.